# Heleobia
Heleobia es un género de caracoles pequeños de agua dulce y agua salobre con un branquias y opérculo. Son moluscos gasterópodos acuáticos  de la familia Cochliopidae y la superfamilia Truncatelloidea.
Heleobia es uno de los tres géneros (junto con Semisalsa y Heleobops ) dentro de la subfamilia Semisalsinae. Algunos autores tratan a Semisalsa como un subgénero de Heleobia .  

## Especies
Las especies dentro del género Heleobia incluyen: 
- Heleobia andicola ( d'Orbigny, 1835)
- Heleobia australis ( d'Orbigny ) [3]
- Heleobia castellanosae (Gaillard, 1974) [4]
- Heleobia berryi ( Pilsbry, 1924)
- Heleobia charruana ( d'Orbigny, 1840)
- Heleobia conexa (MC Gaillard, 1974) [5]
- Heleobia contempta ( Dautzenberg, 1894)
- Heleobia culminea ( d'Orbigny, 1840)  - la especie tipo
- Heleobia deserticola Collado, 2015
- Heleobia hatcheri ( Pilsbry, 1911)
- Heleobia isabelleana ( d'Orbigny, 1840)
- Heleobia longiscata ( Bourguignat, 1856)
- Heleobia parchappii ( d'Orbigny, 1835) [6]
- Heleobia piscium ( d'Orbigny, 1835)
- Heleobia robusta da Silva y Veitenheimer-Mendes, 2004 [7]

Especies puestas en sinonimia

- subgénero Heleobia (Semisalsa) Radoman, 1974 : sinónimo de Semisalsa Radoman, 1974
- Heleobia dalmatica (Radoman, 1974) : sinónimo de Semisalsa dalmatica Radoman, 1974
- Heleobia stagnorum ( Gmelin, 1791) :[8] sinónimo de Semisalsa stagnorum ( Gmelin, 1791)

## Reenlaces externos
- Resumen de taxón del género para Heleobia . AnimalBase.

## ferencias
1. ↑  Bouchet, P.; Gofas, S. (2015). Heleobia. Accessed through: World Register of Marine Species at http://marinespecies.org/aphia.php?p=taxdetails&id=138080 on 2015-03-25
2. ↑  Kroll O., Hershler R., Albrecht C., Terrazas E. M., Apaza R., Fuentealba C., Wolff C. & Wilke T. (2012). "The endemic gastropod fauna of Lake Titicaca: correlation between molecular evolution and hydrographic history". Ecology and Evolution 2(7): 1517-1530. doi 10.1002/ece3.280.
3. ↑  Rosenberg, G. (2010). Heleobia australis (d'Orbigny, 1835). In: Bouchet, P.; Gofas, S.; Rosenberg, G. (2010) World Marine Mollusca database. Accessed through: World Register of Marine Species at http://www.marinespecies.org/aphia.php?p=taxdetails&id=532899 on 2011-06-14
4. ↑  Bouchet, P. (2017). Heleobia castellanosae (Gaillard, 1974). In: MolluscaBase (2017). Accessed through: World Register of Marine Species at http://www.marinespecies.org/aphia.php?p=taxdetails&id=1026036 on 2017-11-20
5. ↑  Rosenberg, G. (2010). Heleobia conexa (M. C. Gaillard, 1974). Accessed through: World Register of Marine Species at http://www.marinespecies.org/aphia.php?p=taxdetails&id=532900 on 2011-06-14
6. ↑  Bouchet, P. (2016). Heleobia parchappii (d'Orbigny, 1835). In: MolluscaBase (2017). Accessed through: World Register of Marine Species at http://www.marinespecies.org/aphia.php?p=taxdetails&id=886632 on 2017-11-20
7. ↑  WoRMS (2010). Heleobia robusta da Silva & Veitenheimer-Mendes, 2004. Accessed through: World Register of Marine Species at http://www.marinespecies.org/aphia.php?p=taxdetails&id=388674 on 2011-06-14
8. ↑  Gofas, S. (2011). Heleobia stagnorum (Gmelin, 1791). Accessed through: World Register of Marine Species at http://www.marinespecies.org/aphia.php?p=taxdetails&id=140122 on 2011-06-14

- Datos: Q5704215
- Multimedia: Heleobia / Q5704215